# Ентоні Несті
Ентоні Несті (25 листопада 1967) — суринамський плавець.
Олімпійський чемпіон 1988 року, призер 1992 року, учасник 1984 року.
Чемпіон світу з водних видів спорту 1991 року.
Переможець Пантихоокеанського чемпіонату з плавання 1989 року.
Переможець Панамериканських ігор 1987, 1991 років.